# Caorle
Caorle is een gemeente in de Italiaanse provincie Venetië (regio Veneto). Het ligt circa 50 km van Venetië. Het telt 11.803 inwoners (31-12-2013). De oppervlakte bedraagt 151,4 km², de bevolkingsdichtheid is 78 inwoners per km².
De volgende frazioni maken deel uit van de gemeente:
Brian, Brussa, Ca' Corniani, Ca' Cottoni, Castello di Brussa, Duna Verde, Marango, Ottava Presa, Porto Santa Margherita, San Gaetano, San Giorgio di Livenza, Sansonessa, Villaviera.

## Demografie
Caorle telt ongeveer 4713 huishoudens. Het aantal inwoners steeg in de periode 1991-2001 met 1,8% volgens cijfers uit de tienjaarlijkse volkstellingen van ISTAT.
| Jaar | Inwoneraantal |
| ---- | ------------- |
| 1991 | 11.136        |
| 2001 | 11.342        |

## Afbeeldingen

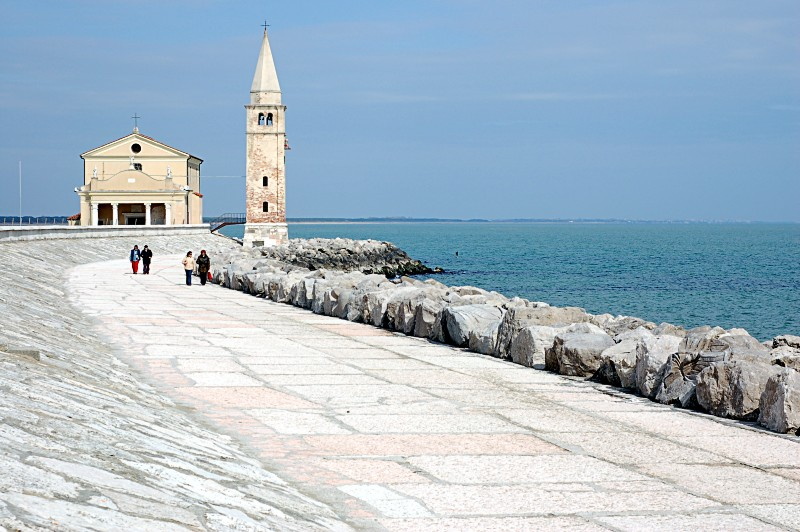
Santuario

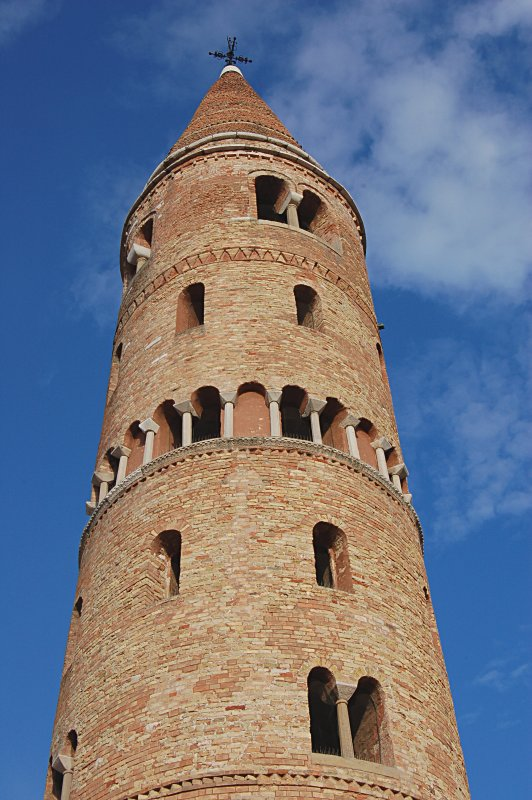
Campanile

## Geografie
Caorle grenst aan de volgende gemeenten:
Concordia Sagittaria, Eraclea, Portogruaro, San Michele al Tagliamento, Santo Stino di Livenza, Torre di Mosto.